# Sarah Monette
Sarah Monette, nota anche con lo pseudonimo di Katherine Addison (nata Sarah Elizabeth Smith; Oak Ridge, 25 novembre 1974), è una scrittrice statunitense.
Autrice di racconti e romanzi, Monette scrive principalmente nei generi fantasy e horror. Con il nome di Katherine Addison ha pubblicato il romanzo fantasy The Goblin Emperor, che ha ottenuto il premio Locus come miglior romanzo fantasy ed è stata candidato ai premi Nebula, Hugo e World Fantasy.

## Biografia
Monette è nata e cresciuta a Oak Ridge, nel Tennessee, e ha iniziato a scrivere all'età di 12 anni. Nel 2004 ha conseguito la laurea in letteratura inglese, specializzandosi nel dramma rinascimentale e scrivendo la sua tesi sui fantasmi nella tragedia della vendetta del Rinascimento inglese. Ha conseguito il doppio diploma in Classics and Literature (un programma interdipartimentale tra francese, inglese e letteratura comparata) al college.

### Carriera
Monette ha vinto il Premio Spectrum nel 2003 per il suo racconto Three Letters from the Queen of Elfland. Il suo primo romanzo, Mélusine, è stato pubblicato da Ace Books nell'agosto 2005, ottenendo ottime recensioni in Publishers Weekly e Booklist e un posto nell'elenco Locus's Recommended Reading per il 2005. Il seguito, The Virtu, pubblicato nel luglio 2006, ha anche ottenuto ottime recensioni, entrando nella lista Locus's Recommended Reading per il 2006.
I suoi racconti sono stati pubblicati su Strange Horizons, Alchemy, Lady Churchill's Rosebud Wristlet e altre raccolte, e hanno ricevuto quattro menzioni d'onore di The Year's Best Fantasy and Horror, edito da Ellen Datlow, Gavin Grant e Kelly Link. La sua poesia Night Train: Heading West è apparsa in The Year's Best Fantasy and Horror XIX e una storia da lei sceneggiata assieme a Elizabeth Campbell, vincitrice del Campbell nel 2005, The Ile of Dogges, è stata pubblicata in The Year's Best Science Fiction curata da Gardner Dozois nel 2007. È stata anche pubblicata nei premiati Postscripts.
Nel 2007, ha donato i propri archivi al dipartimento di Rare Books and Special Collections della Northern Illinois University.
Il suo romanzo del 2014 The Goblin Emperor è stato pubblicato con lo pseudonimo di Katherine Addison. Il romanzo ha ricevuto il premio Locus come miglior romanzo fantasy ed è stata candidata ai premi Nebula, Hugo e World Fantasy.

## Opere

### Romanzi

#### Serie di Doctrine of Labyrinths
- Mélusine, Ace Books, 2005.
- The Virtu, Ace Books, 2006.
- The Mirador, Ace Books, 2007.
- Corambis, Ace Books, 2009.

#### Serie di Iskryne
- A Companion to Wolves (con Elizabeth Bear), Tor Books, Ottobre 2007.
- The Tempering of Men (con Elizabeth Bear), Tor Books, Agosto 2011.
- An Apprentice to Elves (con Elizabeth Bear), Tor Books, Ottobre 2015.

#### Come Katherine Addison
- The Goblin Emperor, Tor Books, Aprile 2014.

### Racconti
- After the Dragon, in Fantasy Magazine, gennaio 2010.
- Amante Dorée, in Paradox Magazine 10, inverno 2006.
- Ashes, Ashes, in All Hallows: The Journal of the Ghost Story Society; ripubbl. 2011.
- The Bone Key, in SAY... What's the Combination?, maggio 2007.
- Boojum (con Elizabeth Bear), in Fast Ships, Black Sails, a cura di Jeff e Ann VanderMeer, Night Shade Books, 2008.
- Bringing Helena Back, in All Hallows: The Journal of the Ghost Story Society 35, febbraio 2004.
- Draco campestris, in Strange Horizons, agosto 2006.
- Drowning Palmer, in All Hallows: The Journal of the Ghost Story Society 41, febbraio 2006.
- Elegy for a Demon Lover, in Tales of the Unanticipated 26, ottobre 2005.
- A Gift of Wings, in The Queen in Winter, Ace Books, 2006.
- The Green Glass Paperweight, in Tales of the Unanticipated 25, agosto 2004.
- The Half-Sister, in Lady Churchill's Rosebud Wristlet 15, gennaio 2005.
- The Ile of Dogges (con Elizabeth Bear). Aeon 7, maggio 2006.
- The Inheritance of Barnabas Wilcox, in Lovecraft's Weird Mysteries 7, maggio 2004.
- Katabasis: Seraphic Trains, in Tales of the Unanticipated 27, 2006.
- Letter from a Teddy Bear on Veterans' Day, in Ideomancer 5.3, settembre 2006.
- A Light in Troy, in Clarkesworld Magazine 1, ottobre 2006.
- Listening to Bone, in The Bone Key, Prime Books, 2007
- Mongoose (con Elizabeth Bear), 2009
- National Geographic On Assignment: Mermaids of the Old West., in Fictitious Force 2, primavera 2006.
- A Night in Electric Squidland Lone Star Stories 15, giugno 2006.
- No Man's Land, in Forza apparente (Fictitious Force)
- Queen of Swords Archiviato il 21 novembre 2007 in Internet Archive., in Alienskin Magazine, novembre 2003.
- The Replacement Archiviato il 24 novembre 2013 in Internet Archive., in The Willows, ottobre 2008.
- The Séance at Chisholm End, in Alchemy Magazine 3, maggio 2006.
- Sidhe Tigers, in Lady Churchill's Rosebud Wristlet 13, novembre 2003.
- Somewhere Beneath Those Waves Was Her Home, in Fantasy Magazine, 2007.
- Straw, in Strange Horizons, giugno 2004.
- Three Letters from the Queen of Elfland, in Lady Churchill's Rosebud Wristlet 11, novembre 2002.
- Under the Beansidhe's Pillow, in Lone Star Stories 22, agosto 2007.
- The Venebretti Necklace, in Alchemy Magazine 2, settembre 2004.
- Wait for Me Archiviato il 24 novembre 2013 in Internet Archive., in Naked Snake Online, settembre 2004.
- The Wall of Clouds, in Alchemy Magazine 1, dicembre 2003.
- White Charles, in Clarkesworld Magazine, settembre 2009.

### Raccolte
- The Bone Key, Prime Books, 2007.
- Somewhere Beneath Those Waves, Prime Books, 2011.